# Roldana petasioides
Roldana petasioides là một loài thực vật có hoa trong họ Cúc. Loài này được (Greenm.) H.Rob. miêu tả khoa học đầu tiên năm 1975.